# Mallikarjun Mansur
Pandit Mallikarjun Mansur (kannada : ಮಲ್ಲಿಕಾರ್ಜುನ ಮನ್ಸೂರ್, devanāgarī : मल्लिकार्जुन मन्सूर) (31 décembre 1910 – 12 septembre 1992) est un éminent chanteur de musique hindoustanie. Il était le doyen de la Jaipur-Atrauli gharânâ, consacré au style khyal.
Originaire de Dharwad (Karnataka), il accompagna d'abord son frère sur les planches théâtrales avant d'être remarqué par  Nilkanth Bua de Miraj appartenant à la Gwâlior gharânâ qu'il suivit au sein d'un ashram. Mais ses gurus principaux furent Manji Khan et Burji Khan, les fils de ustad Alladiya Khan.
Mansur était tout autant célèbre pour sa connaissance de rares (aprachalit) râgas tels Shuddh Nat, Asa Jogiya, Hem Nat, Lachchhasakh, Khat et Bahaduri Todi, que pour sa capacité d'improvisation et ses modulations rythmiques.
Il est resté très humble et discret toute sa vie durant. Très dévot, il eut affaire à divers coups du sort au sein de sa famille, notamment à la mort de sa mère et à l'éloignement humain et musical de son seul fils.
Il a reçu de nombreuses distinctions et écrit une autobiographie Nanna Rasayatre (ನನ್ನ ರಸಯಾತ್ರೆ) en kannada, traduit en anglais My Journey in Music par son fils, Rajshekhar Mansur, chanteur lui aussi, bien que tardivement.